# Thunbergia atacorensis
Espèce
Thunbergia atacorensis est une espèce de plantes à fleurs de la famille des Acanthaceae, endémique dans la région de Natitingou au Bénin, décrite en 2004 par Akoègn. et Lisowski,.
Avec Ipomoea beninensis et Cissus kouandeensis, cette espèce forme un ensemble de trois plantes nouvellement décrites, démontrant l'importance de la réserve des secteurs protégés et transfrontaliers de W, Pendjari et Arly, pour la conservation de la biodiversité. Elle se retrouve en galerie forestière et survit bien en pot.
L'espèce appartient à la section Thunbergiopsis et est proche de Thunbergia mollis, de Thunbergia mellinocaulis et de Thunbergia petersiana. Elle diffère de ces espèces est-africaines surtout par les feuilles beaucoup plus pubescentes dessous, et les tiges pubescentes.

## Description

### Aspect général
Thunbergia atacorensis est une herbe vivace, suffrutescente, dressée, de 40 à 80 cm de haut, à petite souche ligneuse souterraine. Elle a des tiges hispides, à entrenœuds aplatis et profondément sillonnés.

### Feuilles
L'espèce a des feuilles opposées, simples, pétiolées. Le pétiole est aplati, non ailé, hispide, de 2 à 5 cm de longueur, à base élargie.
Le limbe foliaire est ovale, d'une longueur de 10 à 13 cm et de 5 à 8 cm de large, arrondi à légèrement cordé à la base, aigu à acuminé au sommet, entier ou parfois denté sur le bord. Ce limbe foliaire est hispide chez les feuilles jeunes et devient pubescent avec le temps.
La nervation est à 5 nervures basilaires et 3 à 4 paires de nervures latérales.

### Fleurs
Thunbergia atacorensis possède des fleurs groupées en racèmes axillaires, dressés, plus courts que les feuilles, constitués de 5 à 7 flores.
Les pédoncules sont aplatis, sillonnés, hispides, de 3,5 à 6 cm de longueur, pouvant atteindre 13 cm en fruits.
Le rachis est d'environ 2 cm de longueur et hispide.
Les bractéoles sont opposées, ovales, aiguës au sommet, de 13 à 17 mm de longueur et 7 à 8 mm de large, au nombre de 3 à 5, nervées dès la base, dont 2 nervures marginales-réticulées, hispides à longs poils glandulaires.
Le calice est très petit, annulaire, tronqué, légèrement crénelé.
La corolle, de couleur violette, est courtement cylindrique à la base, devenant plus haut infundibuliforme, zygomorphe, de 4,5 à 5 cm de longueur, avec 5 pétales, lobée au sommet.
Les étamines, au nombre de 4, sont subégales, incluses, insérées dans la partie basale du tube. Les anthères sont velues, avec une base éperonnée. Le connectif est prolongé en appendice étroit.
Le style est très long, aplati dans la partie supérieure. Le stigmate est en entonnoir et poilu.

### Fruits
La capsule est coriace, de 2,2 cm de longueur, lancéolée, brun clair, glabre, avec une partie basale élargie fertile abritant deux graines.
Les graines sont orbiculaires, légèrement aplaties, glabres, noires, sans jaculateurs.